# Merosargus calceolatus
Merosargus calceolatus är en tvåvingeart som beskrevs av Jacques-Marie-Frangile Bigot 1879. Merosargus calceolatus ingår i släktet Merosargus och familjen vapenflugor. Inga underarter finns listade i Catalogue of Life.